# ماركوس براون (لاعب كرة قدم أمريكية)
ماركوس براون (بالإنجليزية: Marcus Brown)‏ هو لاعب كرة قدم أمريكية أمريكي، ولد في 2 أبريل 1986 في تانغيباهوا في الولايات المتحدة.

## وصلات خارجية
- ماركوس براون (لاعب كرة قدم أمريكية) على موقع JustSportsStats.com (الإنجليزية)